# Hasselblad

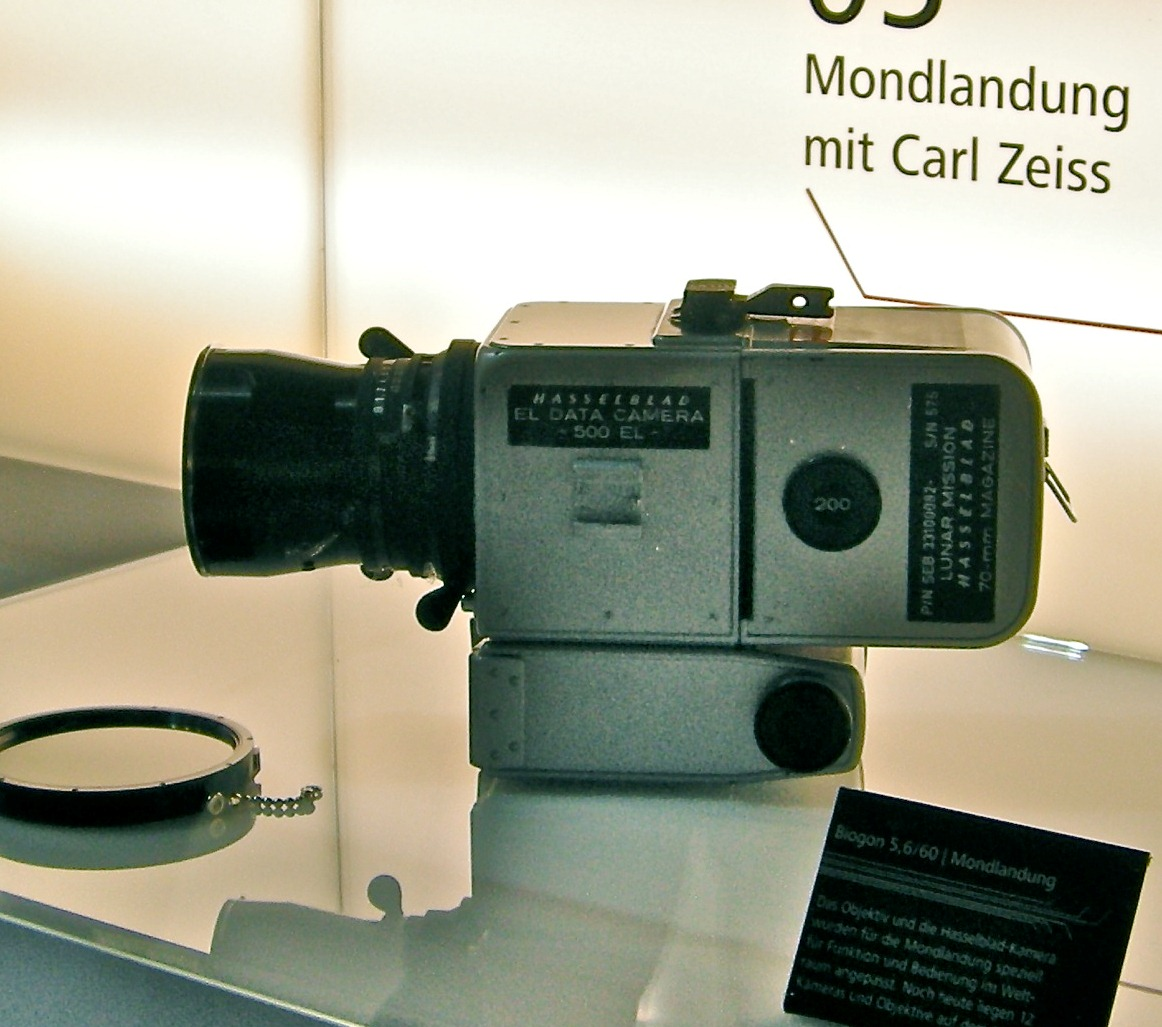
Una cámara Hasselblad 500EL Data, con óptica Carl Zeiss y cartucho de película de 70 mm, similar a las usadas por los astronautas del Programa Apolo. La cámara estaba en exhibición en el stand de Carl Zeiss en Photokina 2008.

Victor Hasselblad AB, actualmente Hasselblad Imacon, es un fabricante de origen sueco de cámaras de formato medio y equipamiento fotográfico con sede en Gotenburgo, Suecia. Es conocida por sus cámaras de formato medio, diseñadas ya en la Segunda Guerra Mundial. Tal vez el uso más famoso de las cámaras Hasselblad se produjo durante las misiones del Programa Apolo, cuando el ser humano pisó la Luna en el transcurso de seis misiones, entre 1969 y 1972. Casi todas las fotografías tomadas durante estas misiones fueron realizadas con cámaras Hasselblad modificadas.
Las tradicionales cámaras V-System de Hasselblad son ampliamente usadas por parte de fotógrafos profesionales y aficionados serios. Una de las razones es su reputación de larga durabilidad y la calidad de sus lentes, como los de Carl Zeiss. La nueva línea de cámaras H-System es líder del mercado, compitiendo con Sinar, Mamiya y otras cámaras digitales de formato medio.
En enero de 2003 fue adquirido por el "Grupo Shriro". Y posteriormente, en agosto de 2004, Hasselblad se fusionó con el desarrollador de sensores ópticos Imacon, pasando a llamarse "Hasselblad Imacon".

## V-System
La denominación 'V-System' no se usó hasta el lanzamiento del actual 'H-System' para distinguir el sistema viejo del nuevo, y hace referencia a las familias de cámaras 200, 500, 900 y 2000.
Se trataba de un sistema desarrollado por Victor Hasselblad, quien ansiaba una cámara pequeña con disparador y objetivos rápidos y de fácil agarre; como la Leica pero con un formato de película mayor. El formato 6X6 de Rolleiflex parecía el ideal, pues contaba con un tamaño suficientemente grande como para proveer de una alta calidad de imagen a la toma, a la vez que era lo suficientemente pequeño como para caber dentro de una cámara compacta. Pero carecía de disparadores rápidos para su uso, y ni Rolleiflex ni Leica proveían de un gran visor similar al fabricado por Graflex SLR. 
Lanzado en el año 1957, este sistema fue uno de los primeros de la industria, lo que significa que casi todo era susceptible de ser intercambiable: los objetivos, los prismas/visores, el disparador y la película. El formato cuadrado de 6x6 centímetros (con un tamaño real de negativo de 5,6x5,6 centímetros), aprovechaba al máximo la imagen circular de los objetivos de pequeño formato, de modo que existía la posibilidad de encuadrar la toma después del revelado. El sistema permitía que en películas de rollo de 120 estándar se pudieran realizar 12 disparos en un formato cuadrado, o bien acortar el mecanismo de arrastre, para poder trabajar en formato 6x4,5 centímetros.
El sistema fue oficialmente descartado el 29 de abril de 2013.

## H-System
Fue lanzado en septiembre de 2002. Cámaras con película y sensores digitales de medio formato autofocus, 6x4,5 cm.

## X-System
Resultado de juntar XPan y XPan II, son las primeras cámaras en usar film de 35mm, dando un formato de 6×2,4 cm.